# Landelijk kampioenschap amateurvoetbal 2004/05
In het landelijk amateurkampioenschap voetbal van 2004/05 maakten de zes Hoofdklassekampioenen van dat seizoen uit wie zich de beste amateurclub van het land mag noemen. De kampioenen van de zaterdag Hoofdklasse A, B en C spelen in een competitie van 4 speelronden, net als de kampioenen van de zondag Hoofdklasse A, B en C. Vervolgens werd de finale over twee wedstrijden gespeeld tussen de zaterdag- en de zondagkampioen. ASWH won deze en werd landskampioen van het amateurvoetbal.

## Kampioenschap Zaterdag

### Teams
| Klasse | Club             |
| ------ | ---------------- |
| A      | ASWH             |
| B      | IJsselmeervogels |
| C      | Excelsior'31     |

### Eindstand
| # | Club             | Ges | W | G | V | Pnt | DV | DT | DS |
| - | ---------------- | --- | - | - | - | --- | -- | -- | -- |
| 1 | ASWH             | 4   | 2 | 2 | 0 | 8   | 8  | 4  | +4 |
| 2 | Excelsior'31     | 4   | 1 | 1 | 2 | 4   | 5  | 6  | −1 |
| 3 | IJsselmeervogels | 4   | 1 | 1 | 2 | 4   | 5  | 8  | −3 |

## Kampioenschap Zondag

### Teams
| Klasse | Club        |
| ------ | ----------- |
| A      | SV Argon    |
| B      | Schijndel   |
| C      | De Treffers |

### Eindstand
| # | Club        | Ges | W | G | V | Pnt | DV | DT | DS |
| - | ----------- | --- | - | - | - | --- | -- | -- | -- |
| 1 | SV Argon    | 4   | 3 | 0 | 1 | 9   | 5  | 2  | +3 |
| 2 | De Treffers | 4   | 3 | 0 | 1 | 9   | 6  | 4  | +2 |
| 3 | Schijndel   | 4   | 0 | 0 | 4 | 0   | 3  | 8  | −5 |

## Algeheel kampioenschap
| 4 juni 2005 |     |      |
| SV Argon    | 2-2 | ASWH |

| 11 juni 2005 |        |          |
| ASWH         | 3-2 nv | SV Argon |

|               |
| Kampioen ASWH |

1983/84 · 1984/85 · 1985/86 · 1986/87 · 1987/88 · 1988/89 · 1989/90 · 1990/91 · 1991/92 · 1992/93 · 1993/94 · 1994/95 · 1995/96 · 1996/97 · 1997/98 · 1998/99 · 1999/00 · 2000/01 · 2001/02 · 2002/03 · 2003/04 · 2004/05 · 2005/06 · 2006/07 · 2007/08 · 2008/09 · 2009/10 · 2010/11 · 2011/12 · 2012/13 · 2013/14 · 2014/15 · 2015/16